# Comuna Bilousivka, Ciornuhî
Bilousivka (în ucraineană Білоусівка) este o comună în raionul Ciornuhî, regiunea Poltava, Ucraina, formată din satele Bilousivka (reședința), Sîneakivșciîna și Suha Lohvîțea.

## Demografie
Componența lingvistică a comunei Bilousivka
     Ucraineană (98,31%)
     Rusă (1,69%)
Conform recensământului din 2001, majoritatea populației comunei Bilousivka era vorbitoare de ucraineană (98,31%), existând în minoritate și vorbitori de rusă (1,69%).